# Pueblo de Arriba
Pueblo de Arriba es una localidad uruguaya del departamento de Tacuarembó.

## Ubicación
La localidad se encuentra situada en la zona este del departamento de Tacuarembó, al este del río Tacuarembó y 2.5 km al noreste de la localidad de Ansina, y junto a la ruta 44, en su km 2.5.

## Población

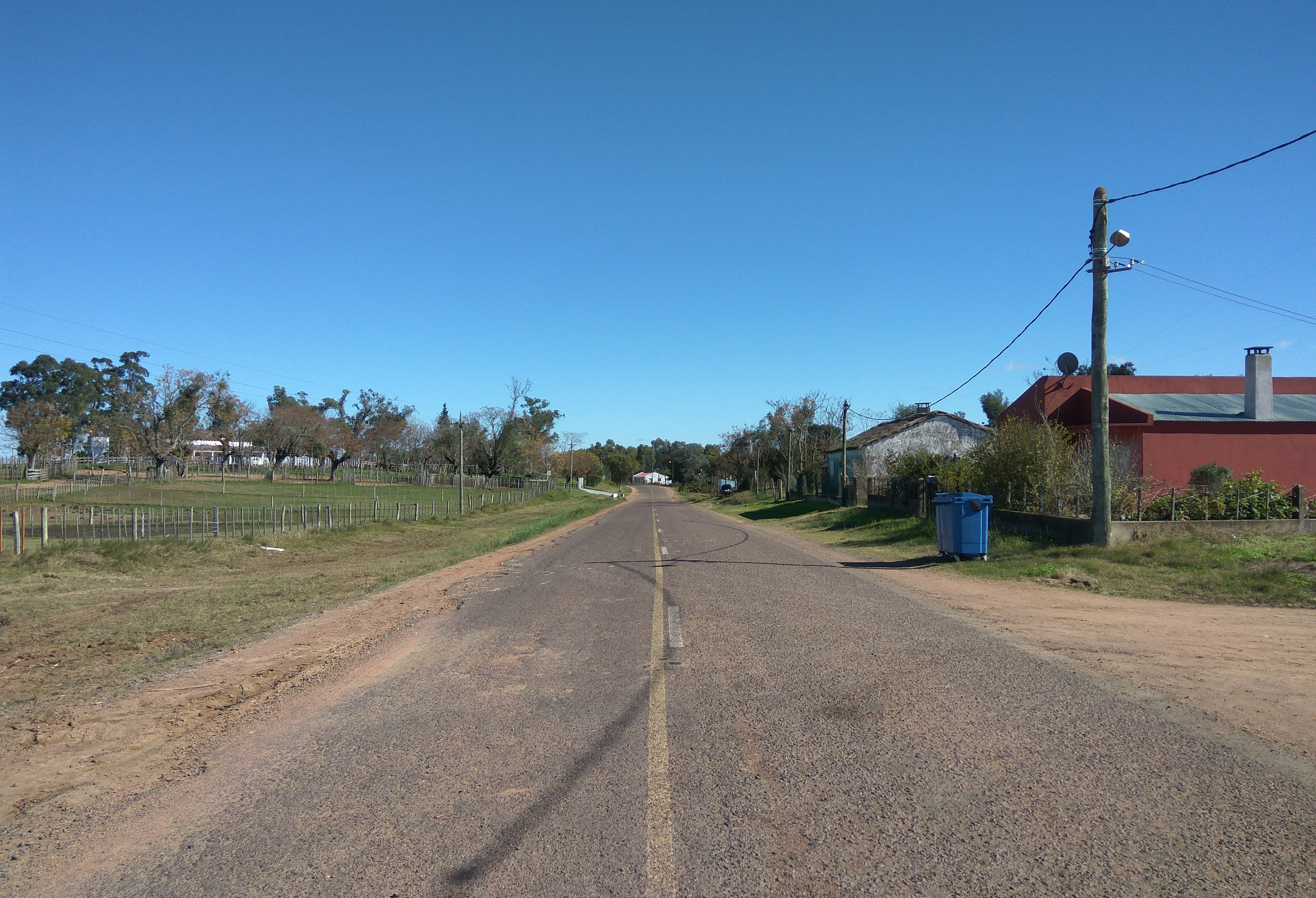
Vista de Pueblo de Arriba sobre la ruta 44.

Según el censo del año 2011, la localidad contaba con una población de 170 habitantes. No existen datos previos a dicho censo, ya que anteriormente la sección censal Pueblo de Arriba estaba incluida en la de Villa Ansina.
| --            | -- | 170 |
| (Fuente: INE) |    |     |